# Batracomorphus magnus
Batracomorphus magnus är en insektsart som beskrevs av William Lucas Distant 1916. Batracomorphus magnus ingår i släktet Batracomorphus och familjen dvärgstritar. Inga underarter finns listade i Catalogue of Life.